# ثدييات مشعرة
الثدييات المشعرة (الاسم العلمي: Pilosa) هي رتبة من الحيوانات تتبع طبقة غريبات المفاصل من طائفة الثدييات.

## التصنيف
- الكسلانيات
  - تحت رتبة البهضميات
    - فيلق البهضمينات
      - الفصيلة البهضمية المنقرضة
        - البهضم

      - فصيلة عظيمات المخالب
        - الميغالونكس أو عظيم المخالب المنقرض
        - الكسلان ثنائي الأصابع

      - فصيلة كسلانيات بطيئات الأرجل
      - كسلان ثلاثي الأصابع